# حميد لحمداني
حميد لحمداني (1950م) هو ناقد وأكاديمي وقاص وروائي مغربي. له عدة مؤلفات في النقد السردي وأعمال إبداعية. ويعدّ خبيرًا في المناهج النقدية والدراسات السردية والترجمة. حائز عدة جوائز منها: جائزة مدينة فاس للثقافة والاعلام، وجائزة الرواية العربية من الأردن عن روايته: رحلة خارج الطريق السيار.

## سيرة
ولد لحمداني في بلدة بوعرفة في المغرب العام 1950، وتلقى تعليمه في مدرسة النهضة بمدينة مكناس، وأكمل تعليمه الجامعي في كلية الآداب والعلوم الإنسانية، وبالمدرسة العليا للأساتذة في فاس. فحاز دبلوم الدراسات العليا سنة 1982 من كلية الآداب بفاس، ثم حاز دكتوراه الدولة في الأدب الحديث سنة 1989 وذلك من كلية الآداب بالرباط.
عمل سابقًا أستاذا جامعيًّا في كلية الآداب في جامعة سيدي محمد بن عبد الله - فاس، وأستاذًا للتعليم العالي في الجامعة نفسها. وهو يحاضر ويشرف على رسائل علمية في مجالات النقد الحديث والمعاصر، والسرديات، والسيميائيات، والأسلوبية، ونظرية التلقي. كما عمل رئيسًا لوحدة التكوين والبحث في النقد الأدبي بين النظرية والتطبيق (خاص بالدكتوراه) في كلية الآداب ظهر المهراز فاس. وكان المسؤول عن تنفيذ برنامجين علمييين بارس PARS وبروتارس PROTARS بدعم من المركز الوطني لتنسيق وتخطيط البحث العلمي والتقني بالرباط المغرب. برنامج دعم البحث العلمي.

## نشاطه الثقافي
نشر لحمداني أول رواية له في العام 1979 وهي: “دهاليز الحبس القديم”. وتوزع إنتاجه بين الرواية، والقصة القصيرة، والسيرة الذاتية، والنقد الأدبي، والترجمات عن الفرنسية والإنكليزية، فضلاً عن نشر دراساته وأبحاثه في الصحف والمجلات والدوريات المغربية والعربية.
عمل ضمن هيئة تحرير مجلة «دراسات أدبية ولسانية» بين العامين 1985 و1987. وفي العام 1986 التحق باتحاد كتاب المغرب، وفي العام 1987 ترأس تحرير مجلة «دراسات سيميائية أدبية لسانية» التي أسسها رفقة محمد العمري، للعام 1992. له فضلا عن مؤلفاته وأعماله الإبداعية، نحو 15 مؤلفًا مشتركًا مع باحثين في مجالات الدراسات الأدبية ومناهج النقد الأدبي. ومشاركات في العديد من المؤتمرات والندوات.

## أعماله
لحميد لحمداني عشرات الكتابات والأعمال في النقد والسرد والترجمة، منها:

### في النقد
- من أجل تحليل سوسيو بنائي للرواية، رواية المعلم علي نموذجا، منشورات الجامعة البيضاء 1984 [15]
- الرواية المغربية ورؤية الواقع الاجتماعي، دار الثقافة الجديدة، دار البيضاء 1985 [16]
- في التنظير والممارسة، دراسات في الرواية المغربية، منـشورات عيون، البيضاء 1986 [17]
- أسلوبية الرواية، مدخل نظري، منشورات دراسات سال 1989[18]
- سحر الموضوع، منشورات دراسات سال، البيضاء 1990 [19]
- النقد الروائي والإيديولوجيا، المركز الثقافي العربي، البيضاء 1991 [20]
- بنية النص السردي من منظور النقد الأدبي، المـركز الثقافي العربي، البيضاء 1991 [21][22]
- النقد النفسي المعاصر، تَطْبيقاتُه في مجال السرد، منشورات دراسات سال، البيضاء 1991
- كتابة المرأة من المنولوج إلى الحوار، الدار العالمية للكتاب، البيضاء 1993
- الواقعيّ والخيالي في الشعر العربي القديم دراسة نقدية (العصر الجاهلي)، مطبعة النجاح الجديدة، بيضاء ط. 2، 2016 [23]
- النقد التاريخي في الأدب رِؤية جديدة، المجلس الأعلى للثقافة، القاهرة 1999 [24][25]
- القراءة وتوليد الدلالة، المركز الثقافي العربي، الدار البيضاء / بيروت 2003 [26][27]
- الفكر النقدي الأدبي المعاصر (مناهج ونظريات ومواقف)، منشورات مشروع البحث النقدي ونظرية الترجمة كلية الآداب بروتارس 3. 2009
- القصة القصيرة في العالم العربي ظواهر بنائية ودلالية، منشورات المؤلف 2015 [28][29]

### في الترجمة
- معايير تحليل الأسلوب ميخائييل ريفاتير، منشورات دراسات سال، البيضاء 1993 (عن الفرنسية)
- الاتجاهات السيميولوجية المعاصرة، مارسيلو داسكال، ترجمة بالاشتراك مع مجموعة من الأساتذة. منشورات إفريقيا الشرق، البيضاء 1987 (عن الفرنسية)
- فعل القراءة، نظرية جمالية التجاوب في الأدب، فولفغانغ ايزر، ترجمة بالاشتراك مع د. الجلالي الكدية، منشورات مكتبة المناهل، فاس 1995 (عن الإنجليزية) [30]
- التخييلي والخيالي، فولفغانغ ايزر، ترجمة بالاشتراك مع د. الجلالي الكدية (عن الإنجليزية)
- الترجمة الأدبية التحليلية، ترجمة شعر بودلير نموذجا. منشورات مشروع البحث النقدي ونظرية الترجمة. كلية الآداب، طهر المهراز، فاس 2005

### في السرد
- دهاليز الحبس القديم (رواية). ط. 1: 1979، وط.2 دار الثقافة، البيضاء 1985[8]
- صباح جميل في مدينة شرقية (قصة)، مجلة الزمان المغربي، ربيع 81. عدد: 7، 1981
- رحلة خارج الطريق السيار (رواية)، منشورات مجلة علامات، ط: 1، 2000 [31][6]

## جوائز وتكريم
حاز لحمداني عدة جوائز، فضلا عن شهادات التكريم من عدة جهات مغربية وعربية، ومنها:
- جائزة مدينة فاس للثقافة والاعلام (1997 – 1998)
- جائزة الرواية العربية (جائزة الملك عبد الله الثاني للابداع) من عمان الأردن سنة 2002 عن روايته: رحلة خارج الطريق السيار.[34]
- المهرجان العربي السادس للقصة القصيرة دورة الناقد د. حميد لحمداني، نظمته جمعية الأنصار للثقافة بمدينة خنيفرة أيام: 20 و21 و22 ماي (أيار) 2016.[35]
- حفل تكريم الدكتور حميد لحمداني في المؤتمر الدولي الأول حول «الترجمة وأنماط النصوص» في مراكش يوم 14 فبراير (شباط) 2019.
- جائزة سلطان بن علي العويس الثقافية (الدورة 19) 2025م.[36]